# Ecozona oceaniana

Ecozona oceanica e ecoregioni

L'ecozona oceanica o oceaniana è una delle ecozone riconosciute dal WWF. Completamente situata nell'Oceano Pacifico, comprende le isole della Micronesia, le isole Figi e gran parte della Polinesia ad eccezione della Nuova Zelanda. La Nuova Zelanda e gran parte della Melanesia, incluse la Nuova Guinea, Vanuatu, le Isole Salomone e la Nuova Caledonia sono assegnate all'ecozona australasiana, assieme all'Australia.
È l'unica ecozona che non include alcun territorio continentale ed è inoltre la più piccola tra tutte le ecozone riconosciute.

## Geologia
Dal punto di vista geologico, l'ecozona oceanica è la più giovane tra tutte le ecozone. Mentre tutte le altre ecozone includono almeno un continente o una sua parte o almeno un frammento, l'oceanica è costituita prevalentemente da isole vulcaniche o atolli corallini che sono emersi dal mare in tempi geologicamente recenti, per lo più risalenti al Pleistocene.
La loro origine è collegata a vulcanismo da punto caldo o a isole di arco vulcanico spinte in alto dalle collisioni o dalla subduzione collegate ai movimenti tettonici. L'estensione di queste terre emerse varia da piccoli isolotti, strisce di terra e atolli corallini, fino alle grandi isole montuose come le Hawaii e le Figi.

## Clima
Il clima delle isole appartenenti all'ecozona oceanica è di tipo tropicale o subtropicale, e varia dall'umido allo stagionalmente secco. La parte più umida delle isole è ricoperta dalla foresta pluviale tropicale, mentre le zone più secche, incluse le coste sottovento e molte delle isole coralline più basse, sono coperte dalla foresta tropicale arida o da savana e zone ad arbusti. Le pendici dei grandi vulcani hawaiani, il Mauna Kea e il Mauna Loa, ospitano praterie e arbusti montani tropicali con flora rara e a volte unica.

## Flora e fauna

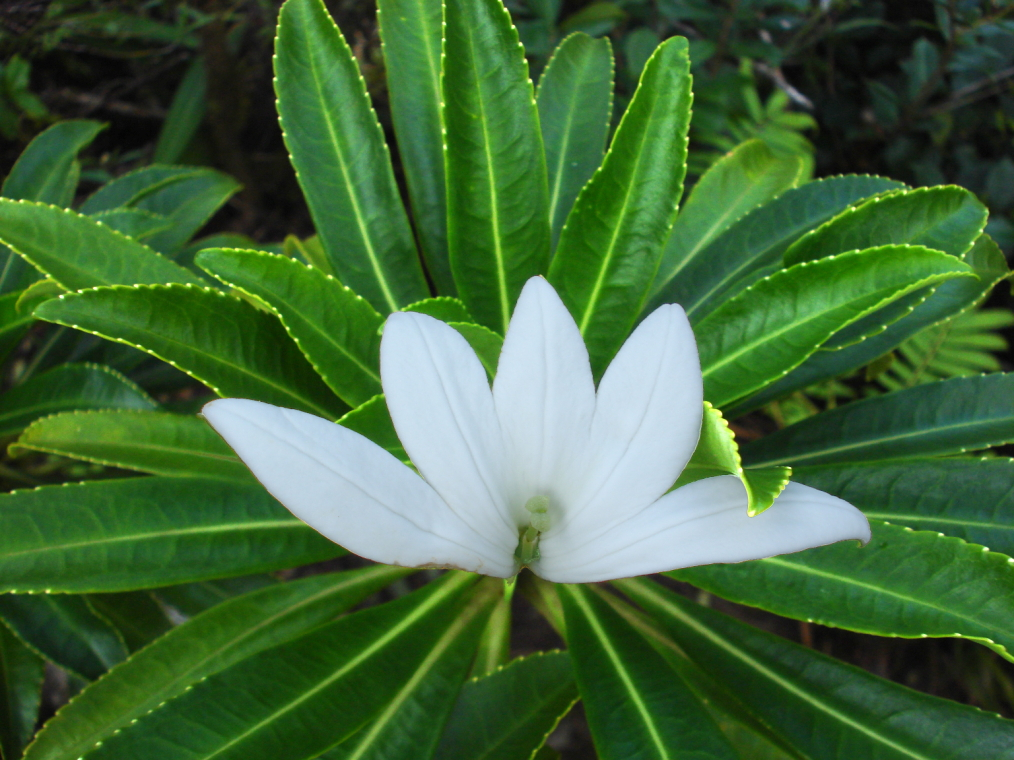
Il tiarè apetahi, originario di Raiatea, nella Polinesia francese.

Dal momento che le isole dell'ecozona oceanica non sono mai state collegate a nessun continente, la loro flora e fauna sono potute arrivare fino a qui solo attraversando l'oceano. È tuttavia da considerare che al tempo dell'ultima glaciazione il livello medio dei mari era molto più basso dell'attuale e di conseguenza le cime di alcune attuali montagne sottomarine potevano essere parzialmente emerse, rendendo così meno problematici i collegamenti tra le isole.
Una volta giunti sulle isole, gli antenati delle attuali specie di flora e fauna si adattarono alle nuove o diverse condizioni di vita, che favorirono la radiazione adattativa che portò allo sviluppo di nuove nicchie ecologiche; un esempio tipico è dato dai Drepanidini, una tribù di fringuelli delle Hawaii. Altre modificazioni adattative includono fenomeni di gigantismo, nanismo e la perdita della capacità di volare in alcuni uccelli. Si svilupparono anche forme endemiche specialmente nelle isole Hawaii, che sono considerate una delle ecoregioni con il più alto tasso di piante endemiche.

### Flora
La diffusione delle piante terrestri avviene attraverso varie metodologie. Alcune, perlopiù felci e muschi ma anche alcune fanerogame, affidano al vento le loro minuscole spore o producono semi piumati che possono rimanere sospesi nell'aria per lungo tempo ed essere trasportati a grande distanza; questa tecnica viene utilizzata dagli alberi di Metrosideros, che in questo modo si sono diffusi dalla Nuova Zelanda su tutta la regione dell'Oceania. Altre piante, come la palma da cocco e le mangrovie, producono semi che possono galleggiare nell'acqua salata per molto tempo e venire trasportate dalle correnti fino a spiagge lontane; con questo sistema la palma da cocco ha colonizzato l'intera area dell'Oceania.
Anche gli uccelli rappresentano un importante sistema di propagazione; alcune piante producono semi appiccicosi che si attaccano alle zampe o alle piume dei volatili, altre producono frutti i cui semi riescono a passare inalterati attraverso il tubo digerente degli uccelli e possono venire quindi espulsi in aree lontane da quelle originarie. Questo è il sistema utilizzato dagli alberi di Pandanus, diffusi su tutto l'areale oceanico.
La maggior parte della flora dell'ecozona oceanica deriva originariamente dalla flora della Penisola malese, delle Filippine e della Nuova Guinea; altre piante provengono dall'Australasia e dalle Americhe, in particolare dalle Hawaii. Nell'isola di Pasqua si trovano piante provenienti dal Sud America come le canne di totora.

### Fauna
La diffusione attraverso l'oceano è molto difficoltosa per gli animali terrestri e pertanto il numero di animali indigeni terrestri dell'Oceania è molto ridotto rispetto a quello delle altre ecozone. Alcune tipologie di animali importanti nelle altre ecozone continentali, come i grandi predatori terrestri e gli animali erbivori, erano originariamente completamente assenti da queste zone e sono stati successivamente introdotti dall'uomo. Gli uccelli invece sono ovviamente comuni, come pure gli uccelli marini e alcune specie di volatili terrestri i cui antenati sono probabilmente arrivati su queste isole in seguito a qualche tempesta. Alcuni di questi si sono poi evoluti in specie incapaci di volare, come molti ralli.
Alcune isole hanno specie indigene di lucertole, inclusi gechi e scincidi, i cui antenati sono probabilmente arrivati fino a qui galleggiando su elementi di vegetazione portati sulle spiagge dalle tempeste. Ad eccezione dei pipistrelli, non si conoscono specie indigene di mammiferi.

## Effetti degli insediamenti
Molte specie animali e botaniche sono state introdotte in queste isole in seguito alle due principali ondate di insediamenti umani.
I primi coloni di origine malese-polinesiana introdussero maiali, cani, pollame e (involontariamente) il ratto polinesiano (Rattus exulans) che si diffusero attorno al 1200. A partire dal 1700, i colonizzatori europei introdussero altri animali quali gatti, bestiame, cavalli, pecore, capre, la piccola mangusta asiatica (Herpestes javanicus) e il ratto delle fogne (Rattus norvegicus). L'introduzione di queste e altre specie animali ha drammaticamente alterato l'ecologia di queste isole, portando molte Specie locale vicine a un'estinzione totale o quasi, o confinandole in pochi isolotti non toccati dall'uomo.
La primitiva assenza di predatori aveva portato molte specie di uccelli a perdere il loro naturale istinto di fuga e a deporre le uova liberamente sul terreno, rendendole così facilmente vulnerabili ai nuovi predatori come gatti, cani, manguste e topi. L'arrivo a ondate di insediamenti umani portò ad uno sconvolgimento dell'ecosistema indigeno con conseguenti eventi di estinzione quasi di massa. L'Isola di Pasqua, la più orientale delle isole polinesiane, mostra evidenze di un collasso del suo ecosistema conseguente all'arrivo dei primitivi colonizzatori, che ha contribuito ad un declino del 99% della popolazione dell'isola. L'isola, un tempo coperta da foreste lussureggianti, è diventata in breve una prateria spazzata dai venti.
In anni più recenti, attorno al 1940, anche l'isola di Guam ha patito i pesanti effetti collegati all'insediamento umano, quando le specie native di uccelli e lucertole sono state decimate in seguito all'introduzione del serpente bruno degli alberi (Boiga irregularis).